# Paraćin
Paraćin (en serbe cyrillique : Параћин) est une ville et une municipalité de Serbie. Elles font partie du district de Pomoravlje. Au recensement de 2011, la ville comptait 24 573 habitants et la municipalité dont elle est le centre 54 267. 

## Géographie
Paraćin est située au nord de Kruševac et au sud-est de Kragujevac, dans la vallée de la Morava et sur les bords de la rivière Crnica.

## Histoire
Paraćin est mentionnée pour la première fois en 1375 dans une lettre du prince Lazar. En revanche, la ville a sans doute été fondée au IIIe siècle, à partir d'un camp romain destiné à protéger l'Empire contre les Sarmates.
La ville fut conquise par les Ottomans. Mais, lors de la révolte serbe de 1788, elle fut momentanément libérée et elle fit partie de la Krajina de Koča, un territoire arraché aux Turcs  et rattaché à la couronne des Habsbourg ; le futur chef du Premier soulèvement serbe contre les Turcs, Karađorđe (Karageorges), participa à la révolte.

## Localités de la municipalité de Paraćin

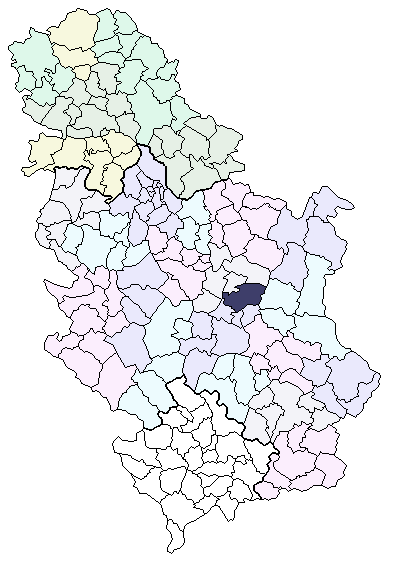
Localisation de la municipalité de Paraćin en Serbie

La municipalité de Paraćin compte 35 localités :
| - Bošnjane - Buljane - Busilovac - Glavica - Golubovac - Gornja Mutnica - Gornje Vidovo - Davidovac - Donja Mutnica - Donje Vidovo - Drenovac - Zabrega | - Izvor - Klačevica - Krežbinac - Lebina - Lešje - Mirilovac - Paraćin - Plana - Popovac - Potočac - Ratare - Raševica | - Svojnovo - Sikirica - Sinji Vir - Sisevac - Striža - Stubica - Tekija - Trešnjevica - Čepure - Šavac - Šaludovac |

Paraćin est officiellement classée parmi les « localités urbaines » (en serbe : градско насеље et gradsko naselje) ; toutes les autres localités sont considérées comme des « villages » (село/selo).

## Démographie

### Évolution historique de la population
| 1948   | 1953   | 1961   | 1971   | 1981   | 1991   | 2002   | 2011   |
| ------ | ------ | ------ | ------ | ------ | ------ | ------ | ------ |
| 10 110 | 11 175 | 15 648 | 21 511 | 24 407 | 25 567 | 25 292 | 24 573 |

## Politique

### Élections locales de 2004
À la suite des élections locales serbes de 2004, les 55 sièges de l'assemblée municipale de Paraćin se répartissaient de la manière suivante :
| Parti                                     | Sièges |
| ----------------------------------------- | ------ |
| Parti démocratique                        | 18     |
| Parti radical serbe                       | 10     |
| Mouvement « Pour le village et la ville » | 8      |
| G17 Plus                                  | 5      |
| Mouvement « Renouveau de Paraćin »        | 5      |
| Mouvement Force de la Serbie              | 3      |
| Parti démocratique de Serbie              | 3      |
| Parti socialiste de Serbie                | 3      |

Saša Paunović, membre du Parti démocratique du président Boris Tadić, a été élu président (maire) de la municipalité.

### Élections locales de 2008
À la suite des élections locales serbes de 2008, les 55 sièges de l'assemblée municipale se répartissaient de la manière suivante :
| Parti                        | Sièges |
| ---------------------------- | ------ |
| Parti démocratique           | 21     |
| Parti radical serbe          | 10     |
| Mouvement serbe du renouveau | 10     |
| Parti démocratique de Serbie | 6      |
| G17 Plus                     | 5      |
| Parti socialiste de Serbie   | 3      |

Saša Paunović a été réélu président de la municipalité.

## Transports
Paraćin est située au carrefour des routes européennes E75 (autoroute serbe A1) et E761.

## Personnalités
- Marčelo, rappeur serbe
- Ana Nikolić, chanteuse
- Mladen Todorović, footballeur serbe

## Coopération internationale
La ville de Paraćin a signé des accords de partenariat avec les villes suivantes :
- Elefthério-Kordelió (Grèce)
- Murska Sobota (Slovénie)